# Alba Marbà
Alba Marbà Marbà Ribalta (* 1990 in Solsona) ist eine spanische Reggae-Musikerin und Schauspielerin. Sie singt auf Spanisch und Katalanisch.
Sie spielt in der spanischen Fernsehproduktion (TV3) „No me la puc treure del cap“ von 2012 mit. Alba Marbà studierte Jazz mit dem Schwerpunkt Gesang an der L’Aula de Música Moderna i Jazz in Barcelona. Sie spielte zunächst in der Band Sherpah Percussion und war als Backing- und Lead-Sängerin aktiv. Daneben spielte sie in den Bands Remendaos, Tremenda Descarga Latina, Duet Pep Grau & Alba Marbà i Alberto el Mamífero. Mit ihrem Soloprojekt bewegt sie sich musikalisch im Übergangsbereich von Reggae und Pop. 2011 veröffentlichte sie ihr erstes eigenes Album mit dem Namen „Camino“.

## Diskografie
- 2011: Camino